# Yona Friedman
Pour les articles homonymes, voir Friedman.
János Antal Friedman dit Yona Friedman, né le 5 juin 1923 à Budapest et mort le 14 décembre 2019 à Los Angeles, en Californie, aux États-Unis - annoncé le 21 février 2020 par la presse -, est un architecte et sociologue français d'origine juive hongroise.

## Biographie
Yona Friedman commence ses études à l'institut de technologie de Budapest en 1943 et les poursuit en 1945 à Haïfa, alors en Palestine mandataire, jusqu’à son diplôme en 1948 et à la création d'Israël.
Ses premières réalisations sont faites en Israël entre 1949 et 1957.
Après avoir régulièrement fréquenté Paris pendant une décennie, il s'y installe définitivement en 1957. Il est naturalisé français en 1966 et vit dans un appartement-atelier à Paris depuis 1968, dans lequel il a habité jusqu'à sa disparition annoncée sur Instagram le 21 février 2020. Il meurt à Los Angeles, en Californie, le 14 décembre 2019.

## Concepts architecturaux et urbains

### Concepts
Yona Friedman est un « architecte de papier » aux conceptions futuristes. Sa production en plans, maquettes (dont certaines sont à échelle 1:1 et peuvent être visitées) et autres moyens de communications (bande dessinée…) font l’objet d’expositions artistiques ; de ce point de vue, il est plus considéré comme un artiste que comme un architecte, pour une production de pièces d’un « art qui est porteur de message ».

### Historique
En 1948, Yona Friedman expérimente en Israël, et notamment à Haïfa, la conception de l’habitat qui n’est pas un objet livré à l’habitant mais qui répond aux nouveaux schémas d’une organisation sociale nouvelle de cet État naissant.
Dès 1953, il s’intéresse aux structures spatiales en trames cubiques, et rapidement ses projets 1960 proposent des mégapoles hors sol répondant au problème de la reconstruction après la Seconde Guerre mondiale puis à celui de la démographie galopante. Ces « villes spatiales » seraient constituées de structures de cellules d’habitat mobile qui suivraient l’habitant dans ses pérégrinations en s’accrochant sur une infrastructure porteuse mise à sa disposition, qui fournit les fluides et a des dispositifs pour circuler.
Pour obtenir le résultat concret de ce qui est en projet Friedman pose des principes d'« auto-planification » c'est-à-dire la planification par l'ensemble de ceux qui travaillent sur le même projet sans « chef dirigeant unique » à partir des années 1970. C'est en rupture avec le rôle dévolu traditionnellement à l’architecte : celui-ci n’est plus le concepteur/organisateur mais il est un consultant fournissant des connaissances en écologie.
Les conurbations et la notion d’espace parcouru et de temps pris en déplacement l’amènent à la « ville continent », ruban urbain aéré « transparent » mince mais continu, un « réseau » qui, étant élevé au-dessus du sol à une hauteur de plus de 10 étages, libère le terrain que ce soit pour les besoins de l’agriculture, pour s'affranchir des contraintes naturelles (un projet présenté traversait La Manche), ou pour bâtir une strate moderne d'habitat sur des cités historiques.
Puis Yona Friedman conceptualise le respect de l’espace personnel intime dans les mégapoles par l’idée de la « ville privée », devenue une sorte de quartier virtuel, une restriction selon lui au sens mathématique mais ni topographique ni sociale, obtenue par le codage-décodage effectif par l’affectif personnel de l’individu qui filtre dans le « réseau » l’espace réel qui de son côté « malaxe » de fait toutes les disparités réelles.
La démarche est systémique, l’architecture n’est pas une esthétique de la construction, et l’architecte, conseiller du collectif des utilisateurs, reste cependant un acteur principal, même s'il n'est plus celui qui veut laisser son empreinte pour la postérité.
Certaines caractéristiques des propositions initiales de Yona Friedman se sont retrouvées, par exemple, dans l’urbanisme et l'architecture des grands ensembles d’habitat populaire de la période high-tech 1970 : ce sont la notion du sol « libéré » et les circulations spécialisées, plus la mixité sociale initialement prévue dans certaines réalisations. Ce sont en fait des urbanisations et architecture fonctionnelles. Cette théorie universelle est fondée sur une analyse systémique qui s’est affinée au cours du temps avec une écoute sur place des acteurs des différentes sociétés : Friedman passe du système des planchers et cloisons amovibles de sa première structure vers 1950 (système ayant inspiré les Japonais à partir de leur propre concept de cloisonnement de l’habitat) au système qui fait usage des matériaux locaux tels que les déchets industriels ou le bambou vers 2000, soit des matériaux constitutifs par leur disponibilité sur place du choix d'un système constructif « abordable par tous ».
Yona Friedman ne se considère cependant pas comme utopiste. En effet, ses projets, qui sont présentés à des concours internationaux importants, reposent sur des techniques connues. Par ailleurs, ses enseignements ont eu des retombées pratiques sur l’urbanisme publiquement prôné par des instances dont l'objet est la régulation. Enfin, certains de ses projets ont effectivement été construits ; ainsi, ses principes d’auto-planification ont été appliqués au Lycée Bergson d’Angers.

## Travaux

### Conférences, enseignement
Yona Friedman a enseigné ou donné des conférences dans les universités britanniques et américaines suivantes :
- Massachusetts Institute of Technology
- Université de Cambridge
- Université Harvard
- Université de Californie à Los Angeles
- Université du Michigan, Ann Arbor
- Université de Princeton, New Jersey

### Groupes de travail
- 1956 : CIAM 10e congrès à Dubrovnik, architecture industrialisée
- 1958-1962 : Groupe d'étude d'architecture mobile (GEAM), auquel adhèrent, entre autres, Frei Otto et Werner Ruhnau
- 1965 : Groupe international d'architecture prospective (GIAP), avec Walter Jonas, Paul Maymont, Georges Patrix, Michel Ragon, Ionel Schein, Nicolas Schöffer et Manfredi Nicoletti

### Dessin animé
En 2011, il coréalise, avec François Narboux, une série d'animation Le Petit Bestiaire de Yona Friedman (20 × 40 s), d'après son recueil de dessins Le Petit Bestiaire. La musique est signée par Sylvestre Perrusson.
La parole est donnée à une vingtaine d’animaux domestiques – chien, chat, cochon, vache – et à d’autres, plus exotiques, comme le dromadaire et même la licorne. Un oratorio animalier dans lequel chaque animal à son propre caractère musical interprété par la voix d’Arte. Le Petit Bestiaire fantastique est une œuvre à la fois philosophique et naturaliste, composée d’une série de courts dessins animés empreints de poésie et d’humour. À la manière des bestiaires des XVe et XVIe siècles, les animaux sont doués de parole et en profitent pour philosopher.

### Expositions
- « Yona Friedman, construire l'autonomie », Cité de l'architecture et du patrimoine, avril 2016
- « 1001 nuits + 1 jour », mfc-michèle didier[10], Paris, 2014
- « Dictionnaire, Promenadologues #3 »[11], Cneai[12], Chatou, 2014
- « Yona Friedman », École nationale supérieure d'architecture de Paris-La Villette, Paris, 2014
- « Möbianne », Cneai[12], Chatou, 2013
- « Iconostase version 3 », Cneai[12], Chatou, 2013
- « Diapositives 1958-2002 », Cneai[12], Chatou, 2013
- « Le Musée de rue et le Musée iconostase », Cneai[12], Chatou, 2013
- « Handbuch, Berlin-Paris 2012 », Galerie Chert[13], Berlin, 2012
- « Musée sans bâtiment », Yona Friedman, Cneai, Chatou, 2012
- « Improvisations », musée d'art moderne de la ville de Paris / Cneai, 2009

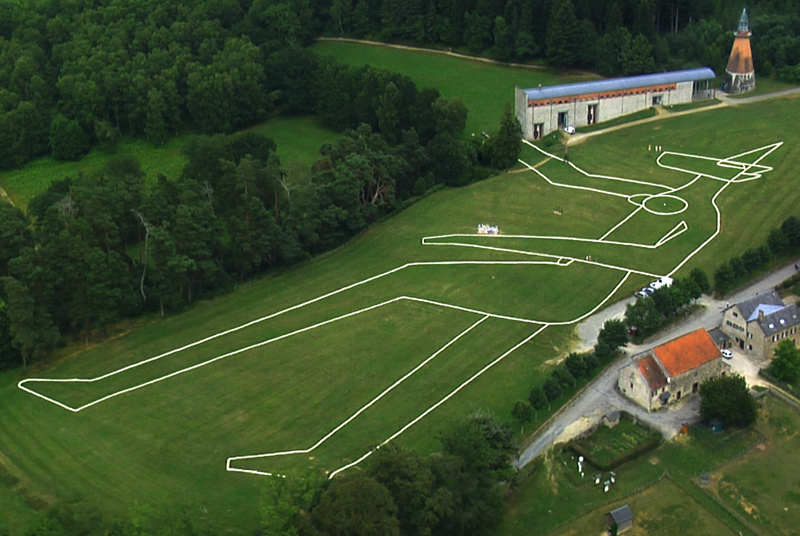
La Licorne Eiffel et Balkis, île de Vassivière.

- « Dare to make your own exhibition », Cneai[12], Chatou, 2007
- « Une utopie réalisée », Musée d'art moderne de la ville de Paris, Paris, 1975

### Œuvres réalisées in situ
- La Licorne Eiffel[14] et Balkis[15], Centre international d'art et du paysage de Vassivière, 2009
- Vigne Museum, Livio Felluga, Rosazzio, Italie[réf. nécessaire]

## Décorations
- Commandeur de l'ordre des Arts et des Lettres (2005)[16]

## Publications
- L'Architecture mobile, Paris-Tournai, Casterman, 1958, 1970 ; nouvelle édition complète (1958-2020), éditions de l'Éclat, 2020
- Pour une architecture scientifique, Paris, Belfond, 1971
- Comment vivre entre les autres sans être esclave et sans être chef, Paris, Pauvert, 1974 ; nouvelle édition, éditions de l'Éclat, 2016
- Les Pictogrammes de la genèse, Paris, 1975
- Comment habiter la terre, Paris 1976; nouvelle édition, éditions de l'Éclat, 2017
- Où commence la ville, Paris, 1980
- Alternatives énergétiques ou la civilisation paysanne modernisée, Saint-Jean-de-Braye, Dangles, 1982
- L'Univers erratique - Et si les lois de la nature ne suivaient aucune loi, Paris, Presses universitaires de France, coll. « Science, histoire et société », 1994 ; nouvelle édition, éditions de l'Éclat, 2018
- Théorie et images, Paris, Institut français d'architecture, 2000
- Utopies réalisables[17], Paris, éditions de l'Éclat, 2000 ; éd. 10-18 1976 n° 997
- L'Architecture de survie. Une philosophie de la pauvreté (1978), Paris, éditions de l'Éclat, 2003
- Vous avez un chien. C'est lui qui vous a choisi(e) (en collaboration avec Balkis Berger-Doberman), Paris, éditions de l'Éclat, 2004
- Pro domo, Barcelone, Actar, 2006
- Manuels. Volume I (Sylvie Boulanger dir.), traduit de l'anglais par Olivier Feltham, Chatou, CNEAI[12], partenaires : Capc musée d'art contemporain, Bordeaux, Bordeaux, Arc-en-rêve, centre d'architecture, 3 vol.[18], 2007-2009
- L'Ordre compliqué et autres fragments, Paris, éditions de l’éclat, 2008
- Dessins & maquettes – 1945-2010, Dijon, Les Presses du réel, 2010
- Alternatives énergétiques, plaidoyer pour une autosuffisance locale, Paris, Dangles, 2011
- The Dilution of Architecture[19], avec Manuel Orazi, Zurich, Park Books & Archizoom EPFL, 2015
- (en) The human being explained to aliens. L'humain expliqué aux extra-terrestres (trad. de l'anglais), Paris, éditions de l'Éclat, 2016, 1311 p. (ISBN 978-2-84162-398-3)

### Livre d'artiste
- 1001 nuits + 1 jour, Bruxelles, mfc-michèle didier[10], 2014 ; édition limitée à 75 exemplaires numérotés et signés et 25 épreuves d'artiste